# 曼比季攻勢
曼比季攻勢是敘利亞民主力量於2016年5月31日發動的攻勢，目標是攻佔由伊斯兰国控制的叙利亚阿勒頗省城市曼比季，以切斷伊斯蘭國與土耳其之間僅餘的補給線，及阻止伊斯蘭國成員離開敘利亞到土耳其和歐洲發動恐怖襲擊。美國領導的多國聯盟在本次戰役中多次空襲伊斯蘭國目標。

## 初期攻勢
2016年5月31日，敘利亞民主力量開始進攻曼比季地區，有少量美軍特種部隊在接近前線的地方支援他們。
6月4日，敘利亞民主力量攻佔更多村莊，切斷曼比季與拉卡之間的道路。據報伊斯蘭國從阿扎茲調兵增援曼比季。
到6月6日黃昏，敘利亞民主力量在曼比季以南已推進至距離該市2公里之內。
6月9日，敘利亞民主力量從東、北、南三面向曼比季推進，企圖包圍曼比季。同日伊斯蘭國在曼比季以南發起規模有限的反攻，聲稱已奪回少量村莊。

## 合圍
6月10日，敘利亞民主力量完成對曼比季的包圍，切斷曼比季所有對外通道。包圍圈內有2,000名伊斯蘭國戰士及數以萬計的平民。
6月17日，曼比季的西部入口有激烈戰鬥。敘利亞民主力量的指揮官表示有一些伊斯蘭國戰士在嘗試逃出包圍圈時喬裝成女人。敘利亞民主力量於同日稍後時間攻入曼比季西部。
6月20日，伊斯蘭國一度奪回3個村莊，不過後來被擊退。
6月23日有報道稱仍有至少1,000名伊斯蘭國戰士在曼比季，另有至少2萬平民被困在城內。

## 伊斯蘭國的反攻
2016年7月2日至4日，伊斯蘭國在包圍圈外發起兩次反攻，企圖打破對曼比季的包圍，皆被敘利亞民主力量和聯軍空襲擊退。據報伊斯蘭國在7月4日有超過100名武裝分子陣亡，2輛坦克被擊毀。

## 城中戰鬥
從7月11日至13日，敘民主力量在曼比季西部攻佔更多地區，把包圍區分割成東西兩部分，並攻佔較小的西包圍區大部分區域。據報曼比季殘餘的伊斯蘭國戰士試圖與敘民主力量談判，謀求敘民主力量讓他們安全離開曼比季到其它被伊斯蘭國控制的地區。一名敘民主力量官員表示曼比季的伊斯蘭國戰士只有兩個選擇：投降或戰死。
7月17日，敘民主力量攻佔曼比季西部一個伊斯蘭國指揮中心，該中心隱蔽地設於一所醫院之內。7月18日，21人在曼比季北部城區被聯軍空襲炸死。7月19日清晨，伊斯蘭國從北、南、西三面向曼比季反撲，試圖解除曼比季之圍，被敘民主力量和聯軍空襲擊退，據報有多達111名伊斯蘭國戰士陣亡。同日據報有至少56名平民在曼比季以北被聯軍空襲炸死。自曼比季攻勢開始以來，聯軍在曼比季一帶已進行超過450次空襲。曼比季的電力和食水供應已中斷，戰區內仍有數以萬計的平民被困，但是伊斯蘭國戰士禁止平民離開，並處死企圖逃走的平民。一名美軍上校於7月22日指責伊斯蘭國利用平民當人盾和誘餌。
為了減少平民傷亡，敘民主力量於7月21日宣佈，容許伊斯蘭國戰士於48小時限期內可以帶同個人用的輕武器離開曼比季。不過直至7月23日限期屆滿伊斯蘭國仍然沒有接受上述「最後通牒」。

## 武裝分子撤離
2016年8月12日，曼比季殘餘的伊斯蘭國武裝分子撤離曼比季。約500輛載着武裝分子和平民「人盾」的車輛駛離曼比季，前往被伊斯蘭國控制的傑拉布盧斯。據報敘民主力量與武裝分子達成秘密協議，武裝分子可以和平離開曼比季，換取他們釋放手上脅持的平民人質。被脅持的平民人質稍後在伊斯蘭國控制區獲釋。武裝分子撤出後，敘民主力量宣佈曼比季已被解放。
「敘利亞人權觀察」記錄了共有299名敘民主力量戰士、1,019名伊斯蘭國武裝分子及至少438名平民在2016年5月31日至8月12日的曼比季攻勢中被殺。
在伊斯蘭國佔據曼比季期間，居民在日常生活上受到諸多限制，例如禁止男子剃鬚。武裝分子撤走後，大批曼比季居民上街慶祝重獲自由。